# Jean-Pierre Anokonzi
 Jean-Pierre Anokonzi Masikini  (né à Faradje le 3 octobre en 1982) est un homme politique de la République démocratique du Congo et député national, élu de la circonscription de Faradje dans la province de Haut-Uélé,,,,,.

## Biographie
Jean-Pierre Anokonzi, il est né à Faradje le 3 octobre 1982, élu député national dans la circonscription électorale Faradje dans la province de Haut-Uélé au compte du parti politique MS,.